# Alfonso González Lozano
Pour les articles homonymes, voir González et Lozano.
Alfonso González Lozano (né le 21 février 1856 à Lillo et mort le 31 mars 1912 à Torrelodones, est un homme politique espagnol, ministre de Gobernación (ministre de l'Intérieur) pendant la régence de Marie-Christine d'Autriche.
Fils de l’ex-ministre Venancio González y Fernández, il se présente aux élections de 1881 comme membre du Parti Libéral et obtient un poste de député au Congrès de la province de Tolède, siège qu’il obtiendra à nouveau en 1886 et dans les différentes élections comprises entre 1893 et 1901.
Il est ministre de Gobernación (ministre de l’intérieur) entre le 23 juillet 1901 et le 19 mars 1902 sous la présidence de Práxedes Mateo Sagasta. Le 19 septembre 1901 il est l’auteur d’un décret polémique qui soumet les congrégations religieuses à la fiscalisation de l'État, considéré par des groupes catholiques comme une attaque contre la religion catholique teintée d’anticléricalisme.

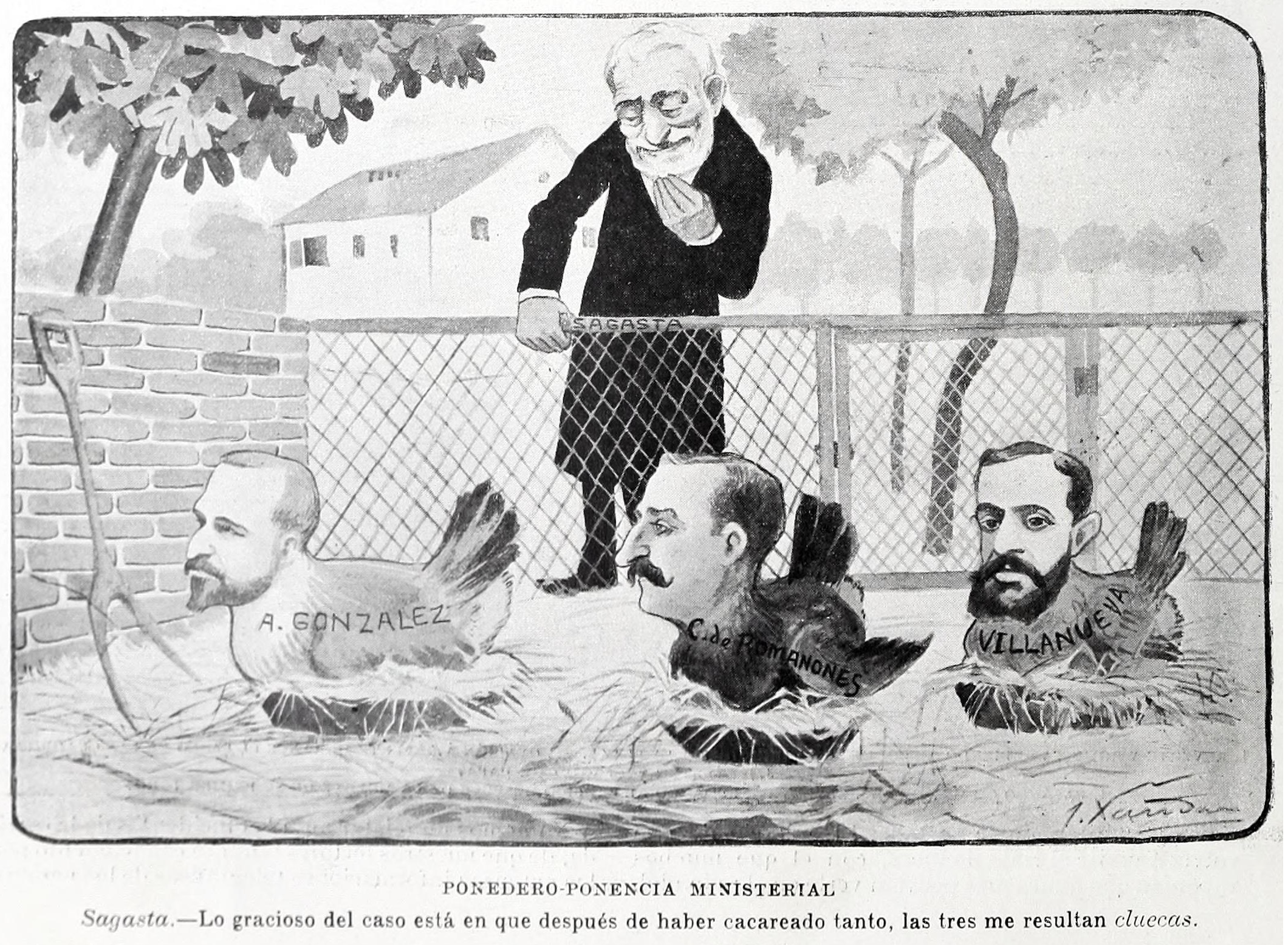
Caricaturé en poule aux côtés d’autres membres du cabinet de Sagasta. Dessin de Joaquín Xaudaró.